# NGC 6584
NGC 6584 ist die Bezeichnung eines 43.700 Lichtjahre entfernten Kugelsternhaufen im Sternbild Teleskop. Das Objekt wurde am 5. Juni 1826 von James Dunlop  entdeckt.